# Alexander Kamianecky
 Alexander Kamianecky, beter bekend als Alex, (Hannover, 9 december 1945) is een voormalig voetballer, geboren als Duitser, maar inmiddels een genaturaliseerde Braziliaan.

## Biografie
Twee jaar na het einde van de Tweede Wereldoorlog verhuisde Alex met zijn familie naar Brazilië. In 1965 begon hij te spelen bij CE Aimoré uit São Leopoldo in de staat Rio Grande do Sul. Daar werd hij ontdekt door Zizinho, de toenmalige trainer van topclub Vasco da Gama uit Rio de Janeiro. Echter was aartsrivaal America sneller en lijfde de speler in. Hij speelde 673 wedstrijden voor de club. In 1974 won hij met de club de Taça Guanabara, een van de twee toernooien van het Campeonato Carioca. In 1980 maakte hij de overstap naar Sport do Recife in de Série A, later dat seizoen speelde hij voor América de Natal in het Campeonato Potiguar en waarmee hij de titel won. In 1981 beëindigde hij zijn carrière bij Moto Club uit de hoofdstad van de staat Maranhão en won ook hier het staatskampioenschap mee.
In 1970 nam bondscoach João Saldanha hem op in de 40-koppige voorselectie voor het WK, echter nam nieuwe trainer Mário Zagallo hem niet mee in de uiteindelijke selectie, wat een teleurstelling was voor hem.